# Turion II
AMD Turion II – mobilny procesor dwurdzeniowy znany również pod nazwą kodową "Caspian", wykonany w technologii 45 nm. Jest następcą procesorów Turion X2 Ultra.

## Specyfikacja
- dwa rdzenie 
  - L2 cache: 1 MiB na rdzeń dla Turion II i Athlon II
  - L2 cache: 2 MiB na rdzeń dla For Turion II Ultra
- kontroler pamięci: dual channel DDR2-800 MHz
- MMX, Extended 3DNow!, SSE, SSE2, SSE3, AMD64, PowerNow!, NX bit, AMD-V
- Socket S1
- HyperTransport 1600 MHz, 3200 MT/s (12.8 GB/s CPU-RAM + 14.4 GB/s CPU-I/O transfer rate) dla Turion II
- HyperTransport 1800 MHz, 3600 MT/s dla Turion II Ultra
- TDP: maks. 35 W
  - częstotliwość: 2000, 2100 MHz (M3xx, L2 cache: 1 MiB)
  - częstotliwość: 2200, 2300 MHz (M5xx, L2 cache: 1 MiB)
  - częstotliwość: 2400, 2500, 2600 MHz (M6xx, L2 cache: 2 MiB)

## Modele
| Model Number         | Frequency | L2-Cache  | HT       | Multiplier | Voltage | TDP  | Socket    | Release date       | Order Part Number |
| -------------------- | --------- | --------- | -------- | ---------- | ------- | ---- | --------- | ------------------ | ----------------- |
| Athlon II M300       | 2000 MHz  | 2 x 1 MiB | 1600 MHz | x          |         | 35 W | Socket S1 | September 10, 2009 |                   |
| Athlon II M320       | 2100 MHz  | 2 x 1 MiB | 1600 MHz | x          |         | 35 W | Socket S1 | September 10, 2009 |                   |
| Turion II M500       | 2200 MHz  | 2 x 1 MiB | 1600 MHz | x          |         | 35 W | Socket S1 | September 10, 2009 |                   |
| Turion II M520       | 2300 MHz  | 2 x 1 MiB | 1600 MHz | x          |         | 35 W | Socket S1 | September 10, 2009 |                   |
| Turion II Ultra M600 | 2400 MHz  | 2 x 2 MiB | 1800 MHz | x          |         | 35 W | Socket S1 | September 10, 2009 |                   |
| Turion II Ultra M620 | 2500 MHz  | 2 x 2 MiB | 1800 MHz | x          |         | 35 W | Socket S1 | September 10, 2009 |                   |
| Turion II Ultra M640 | 2600 MHz  | 2 x 2 MiB | 1800 MHz | x          |         | 35 W | Socket S1 | September 10, 2009 |                   |